# Соль (станция)
Соль (укр. Сіль) — станция Донецкой железной дороги, находится в 3 км от города Соледар в Донецкой области и является главной железнодорожной станцией города. До города можно добраться пешком или на маршрутке, расписание которых согласовано с расписанием электропоездов.
16 января 2023 года станция была оккупирована ВС РФ после взятия Соледара в ходе российского вторжения на Украину.

## История появления
Чтобы увеличить вывоз каменного угля в северо-западные районы Российской империи и вытеснить импортный уголь с Балтийского побережья, было решено построить Северо-Донецкую железную дорогу. Для этой цели предприниматели С. С. Хрулев и Ф. Е. Енакиев организовали акционерное общество.
Трассу новой магистрали было предложено провести от станции Льгов Московско-Киевско-Воронежской железной дороги через Харьков к станции Лихая Юго-восточной железной дороги с пересечением линии Попасная — Купянск возле станции Камышеваха и линии Дебальцево — Миллерово Екатерининской железной дороги возле разъезда Мамай, проложенному между станциями Меловая и Славяносербск.
Работы велись быстро. Тысячи рабочих возводили насыпь, мосты, срубы, укладывали балласт, шпалы, рельсы. В сентябре 1911 года на три месяца раньше срока были выполнены работы первой очереди. В эксплуатацию сданы участки Льгов — Основа — Лиман — Родаково, а также Лиман — Славянск и Лиман — Краматорск.
В результате Северо-Донецкая железная дорога соединилась с Южной и Екатерининской магистралями. На новой железной дороге было построено 36 станций. Среди них Лиман, Святогорск, Яма, Нырково, Шипилово, Сентяновка, Бежановка, Родаково и другие. На станциях Лиман, Краматорск, Нырково и Родаково были отремонтированы депо.
Через два года, 7 сентября 1913 года, было закончено строительство линии Яма — Никитовка, и первый поезд со станции Никитовка пошел на станцию Северск.
Северо-Донецкая железная дорога сыграла значительную роль в дальнейшем развитии Донецкого края. Были освоенные новые угольные месторождения. Повысилась угледобыча, интенсивнее стали работать соляные шахты.
Акционеры железной дороги построили к соляным шахтам подъездные колеи, а станцию Соль сделали основным перевалочным пунктом. В 1913 году шахты Бахмутского района добывали ежесуточно 1310 тонн каменной соли, почти одну четвертую часть произведенной в России.
Новая магистраль стала прибыльным предприятием. В 1912 году каждая верста железной дороги давала по 18 тысяч рублей дивидендов в год. Правда, владельцы стали относиться к железной дороге исключительно как к легкому заработку, и, в результате, железную дорогу построили с многочисленными недоработками и отклонениями от технических норм. На некоторых участках пути отсутствовал балласт, а шпалы лежали просто на земле.
С самого начала своего функционирования станция Соль приобрела важное стратегическое значение (во время ВОВ здесь велись ожесточённые бои). 
Дальнейшее развитие железнодорожного транспорта ставило новые задачи. Увеличение количества подвижного состава требовало текущего и капитального ремонта. Так была построена в сентябре 1935 вагонная часть депо станции Соль.

## Фотогалерея
| - Станция Соль, интерьер | - Соляной камень на станции |  | - Вид с пешеходного моста |

|  |  | - Основной цех депо |

| - Футбольная команда депо 1961 года |